# NGC 147
NGC 147 es una galaxia enana esferoidal a unos 2,53 millones de años luz de la Tierra en la constelación de Casiopea. Es una galaxia satélite de la galaxia de Andrómeda (M31) y por tanto forma parte del Grupo Local. Forma un sistema doble con la cercana NGC 185, también satélite de M31. Visualmente es más tenue (magnitud visual 10,5) pero algo más grande que NGC 185, aunque ambas galaxias se pueden observar con pequeños telescopios. Fue descubierta por John Herschel en 1829.
Un estudio de las estrellas más brillantes de la rama asintótica gigante (RAG) en un radio de 2 arcmin del centro de NGC 147 indica que la última actividad significativa de formación estelar tuvo lugar hace 3000 millones de años. Por ello, la galaxia presenta una gran población de estrellas viejas dentro de un amplio rango de edad y metalicidad.